# Terry Pratchett
Pour les articles homonymes, voir Pratchett.
Œuvres principales
- Le Peuple du Tapis (1971)
- La Face obscure du Soleil (1976)
- Strate-à-gemmes (1981)
- Série Les Annales du Disque-monde (1983-2013)
- Trilogie Le Grand Livre des gnomes (1989-1990)
- De bons présages (1990), coécrit avec Neil Gaiman

Terry Pratchett ([ˈtɛɹi ˈpɹæt͡ʃɪt]), né le 28 avril 1948 à Beaconsfield (Buckinghamshire) et mort le 12 mars 2015 à Broad Chalke (Wiltshire), est un écrivain britannique. Il est principalement connu pour ses romans de fantasy humoristique prenant place dans l'univers du Disque-monde, dans lequel il détourne les canons du genre pour se livrer à une satire de divers aspects de la société contemporaine.
Pratchett publie son premier roman en 1971, mais ce n'est qu'en 1983 qu'il rencontre vraiment le succès avec le premier volume des Annales du Disque-monde. Il devient par la suite l'un des auteurs de fantasy les plus prolifiques (les Annales comptent plus de trente tomes) et les plus appréciés. Ses livres se sont vendus à plus de 85 millions d'exemplaires dans 37 langues. Pratchett est ainsi l'auteur britannique le plus vendu des années 1990. Selon un sondage publié en 2006 dans le magazine littéraire britannique Book Magazine, Terry Pratchett est alors le second auteur vivant le plus apprécié de ses compatriotes, derrière J. K. Rowling.
Il est anobli par la reine en 2008, et reçoit de nombreuses récompenses pour son œuvre. Atteint d'une forme rare de la maladie d'Alzheimer, il milite pendant ses dernières années en faveur du droit au suicide assisté, notamment dans son documentaire Choosing to Die (en).

## Biographie

### Jeunesse
Terence David John Pratchett est né le 28 avril 1948 à Beaconsfield dans le Buckinghamshire, en Angleterre. Il est le fils unique de David et Eileen Pratchett, originaires de Hay-on-Wye. La famille déménage à Bridgwater dans le Somerset en 1957, où Terry intègre la John Hampden Grammar School. Il se décrit comme un « étudiant indescriptible » et affirme devoir son éducation à la bibliothèque publique de Beaconsfield.
Il s'intéresse à l'astronomie : il collectionne les cartes concernant l'espace offertes dans les paquets de thé Brooke Bond, possède un télescope et rêve de devenir astronome, mais il n'est pas assez doué en mathématiques,. Son intérêt se porte ensuite sur les romans de science-fiction anglais et américains, ce qui l'amène à assister à des conventions de science-fiction à partir de 1963-1964, jusqu'à ce qu'il commence à travailler. Ses premières lectures incluent les œuvres de H. G. Wells et d'Arthur Conan Doyle, ainsi que « tous les livres qu'on se doit de lire », ce qu'il considère comme « la construction d'une éducation ».
À 13 ans, Terry Pratchett publie sa première nouvelle, The Hades Business, dans le magazine de l'école. Elle est publiée commercialement alors qu'il a 15 ans,.
Il suit des cours d'arts, d'anglais et d'histoire. Il choisit d'embrasser la carrière de journaliste avant la fin de ses études et est embauché à 17 ans, en 1965, au journal local Bucks Free Press. Il y écrit, entre autres, plusieurs histoires pour la section Children's Circle sous le pseudonyme d'Uncle Jim. Un des épisodes fait apparaître les personnages de son futur roman Le Peuple du Tapis. Pendant ses jours de repos, il parvient à décrocher des diplômes avancés en anglais (A-level) tout en prenant des cours de journalisme.

### Carrière
En 1968, Pratchett, alors journaliste, réalise l'interview de Peter Bander Van Duren, le codirecteur de Colin Smythe Limited, une petite maison d'édition de Gerrards Cross. Lors de cette rencontre, Pratchett mentionne le livre qu'il a écrit, Le Peuple du Tapis. Bander Van Duren et Colin Smythe acceptent d'éditer le livre en 1971, avec des illustrations de Pratchett lui-même. Il reçoit des critiques favorables, bien que peu nombreuses. Pratchett renouvelle l'expérience avec deux autres romans de science-fiction : La Face obscure du Soleil en 1976 et Strate-à-gemmes en 1981.
En 1980, après avoir changé plusieurs fois d'employeur, il devient chargé des relations publiques pour le Central Electricity Generating Board (bureau pour l’énergie) dans une zone qui recouvrait plusieurs centrales nucléaires. Par la suite, il affirme en plaisantant avoir choisi le moment idéal : quelques mois plus tôt s'est produit l’accident nucléaire de Three Mile Island aux États-Unis.
Son premier roman de la série Disque-monde est publié en 1983 par Colin Smythe Limited. Les droits pour la version poche sont rapidement acquis par Corgi, une filiale de l'éditeur Transworld. L'auteur gagne en popularité lorsqu'il est mis en avant dans l'émission radio de la BBC « Woman's Hour » ; il signe alors chez l'éditeur Victor Gollancz, dont il est le premier auteur de fantasy. Colin Smythe devient son agent. À cette époque, Pratchett prend l'habitude d'écrire tous les soirs après le travail, environ 400 mots.
Terry Pratchett rencontre un tel succès qu'il peut abandonner son poste au CEGB en 1987, après la publication du quatrième volume du Disque-monde, Mortimer. Il se consacre ensuite exclusivement à l'écriture, et voit ses ventes décoller : ses livres figurent fréquemment dans le haut des classements de best-sellers. Selon le journal The Times, Pratchett est l'auteur britannique le plus lu en 1996 et également le plus vendu des années 1990,. Selon le Bookseller's Pocket Yearbook de 2005, les ventes britanniques de Pratchett en 2003 représentent 3,4 % du marché de la fiction en format relié, ce qui le classe deuxième derrière J. K. Rowling (6 %). Les versions poche de ses ouvrages représentent quant à elles 1,2 % du marché. Il se vend en effet plus de 2,5 millions de livres de Pratchett par an, rien qu'au Royaume-Uni.

### Vie personnelle
Terry Pratchett se marie en 1968 avec Lyn Purves. Ils déménagent à Rowberrow, près de Shipham dans le Somerset en 1970. Ils ont une fille, Rhianna, en 1976 ; elle devient journaliste puis scénariste de jeux vidéo. La famille déménage en 1993 dans un village au nord-ouest de Salisbury, dans le Wiltshire. Terry Pratchett dit aimer « l'écriture, la marche, les ordinateurs, et la vie ». Il se décrit comme un humaniste, soutient activement la British Humanist Association et est membre de la National Secular Society.
Très proche de ses lecteurs, il a souvent participé aux forums de discussion qui lui sont consacrés sur Usenet : alt.books.pratchett et alt.fan.pratchett. Selon un sondage publié en 2006 dans le magazine littéraire britannique Book Magazine, Terry Pratchett est le second auteur vivant le plus apprécié de ses compatriotes, derrière J. K. Rowling.

Parmi ses autres passions, l'histoire naturelle a une place importante. Il possède notamment une serre avec des plantes carnivores.

Blason de Sir Terence

Le 31 décembre 2008, il est anobli par la reine et devient Knight Bachelor,, ce qui lui confère le droit d'être appelé « Sir Terence ». Il commente alors : « N'importe quel auteur de fantasy a envie de devenir chevalier. Vous savez, je suis à deux doigts de m'acheter un cheval et une épée. » Fin 2009, il entreprend de se fabriquer une épée avec l'aide d'amis. Il explique plus tard au Times Higher Education avoir récolté du minerai de fer, construit un four et fondu une lame ; son vieil ami et agent Colin Smythe lui offre même quelques morceaux de météorite de fer qu'il ajoute à l'alliage,.
Le 28 avril 2010, son blason, créé par Hubert Chesshyre (en), fut accordé par Clarenceux (en) et Garter (en) du College of Arms. La chouette (Ninoxe boubouk, ou  Morepork en anglais) reposant sur de l'eau et la croix Ânkh sont des références  à la cité d'Ankh-Morpork (la ville jumelle composée des vieilles villes d'Ankh et de Morpork séparées par la rivière). Elles figurent sur le blason de la cité  comme décrit dans le roman Pieds d'argile (1996) où l'auteur critique à sa manière ironique l'héraldique et Collège Royal Héraldique d'Ankh-Morpork (l'équivalent Morporkien du College of Arms). Les livres rouges (de gueules selon le terme héraldique) représentent l’œuvre de l'auteur qui lui valut son anoblissement.
La devise NOLI TIMERE MESSOREM signifie en latin Ne craignez pas le Faucheur. La Mort (personnage présent dans presque tous ses livres), ainsi que son acceptation étant des sujets clé de l’œuvre de Terry Pratchett. L'utilisation de majuscules, bien qu'habituelle dans ce contexte, ne peut que rappeler l'« élocution » de la Mort tout au long de l’œuvre. En effet, lorsque La Mort (ou celui ou celle qui le remplace) parle, ses propos sont systématiquement écrits en majuscules.
Le 12 mars 2015, la mort de Terry Pratchett fut communiquée (entre autres) par le biais de Twitter. Ses trois derniers tweets (postés par son assistant Rob Wilkins) ont marqué ses très nombreux admirateurs :
« AT LAST, SIR TERRY, WE MUST WALK TOGETHER. »
« FINALEMENT, SIR TERRY, NOUS DEVONS MARCHER CÔTE-À-CÔTE. »
« Terry took Death’s arm and followed him through the doors and on to the black desert under the endless night. »
« Terry prit le bras de la Mort et le suivit à travers les portes vers le noir désert dans la nuit infinie. »
« The End. »
« Fin. »
C'est ainsi que ses proches ont choisi de lui rendre hommage, en lui faisant quitter ce monde tel un de ses personnages.
Malgré ses plaidoyers pour le suicide assisté, il semblerait que sa mort fût naturelle.

### Maladie d'Alzheimer
En août 2007, alors qu'il est âgé de 59 ans, il se voit diagnostiquer à tort un « léger accident vasculaire cérébral » qui lui aurait endommagé la partie droite du cerveau. Il constate que ses facultés motrices sont réduites, mais pas son écriture. En décembre 2007, on lui annonce le diagnostic réel : une « forme rare et précoce de la maladie d'Alzheimer » avec atrophie corticale postérieure. L'écrivain ne tarde pas à annoncer sa maladie, qu'il compare à « un obstacle mineur ». Il dit prendre les choses « avec philosophie, et de façon relativement optimiste ». Pratchett affirme qu'il sent qu'il pourra faire « encore au moins quelques livres », et explique qu'aux personnes qui lui diront : « Y a-t-il quelque chose que je puisse faire ? », il ne répondra positivement « qu'aux experts en chimie cérébrale ». Interviewé lors du festival de littérature de Bath, il confie qu'il lui est devenu trop difficile d'écrire des dédicaces.
En mars 2008, Pratchett annonce qu'il fait une donation d'un million de dollars américains à l’Alzheimer's Research Trust. Il se dit choqué d'avoir appris que le budget de la recherche dans la maladie d'Alzheimer ne représente que 3 % de celui pour le cancer,,.
En avril 2008, il crée, en collaboration avec la BBC, un documentaire en deux parties basé sur sa maladie : « Living with Alzheimer » (« Vivre avec Alzheimer »). Les deux parties, diffusées le 4 et le 11 février 2009, rassemblent respectivement 2,6 millions (10,4 % d'audience) et 1,72 million de téléspectateurs (6,8 %),. Le documentaire remporte un BAFTA du meilleur documentaire.
Dans un article de 2009, Terry Pratchett explique qu'il souhaite un « suicide assisté », bien qu'il n'aime pas ce terme, avant que sa maladie ne parvienne à un stade critique. L'écrivain est choisi par la BBC pour donner la « conférence Richard Dimbleby » en 2010, qu'il intitule « Shaking Hands With Death ». La conférence, diffusée le 1er février, est lue par son ami Tony Robinson : Pratchett n'en assure que l'introduction à cause des problèmes de lecture que sa maladie lui occasionne,,. Il prend notamment position pour l'euthanasie qui fait débat au Royaume-Uni.
Le 11 juin 2011, il annonce avoir entamé la procédure visant à obtenir un suicide assisté auprès de l'organisation suisse Dignitas. Deux jours plus tard, la chaîne de télévision BBC Two diffuse le documentaire Terry Pratchett: Choosing to Die (« Choisir de mourir »), à propos du suicide assisté ; on y voit la mort d'une personne atteinte d'une maladie neurodégénérative. Terry Pratchett remporte un nouveau BAFTA pour cette réalisation en novembre 2011. Après avoir terminé un dernier roman du Disque-monde au cours de l'été 2014, il cesse toute activité à cause de la maladie et décède le 12 mars 2015 à son domicile,. Le 25 mars, il fut incinéré à Salisbury à la suite des obseques de l'humanisme.

## Œuvre

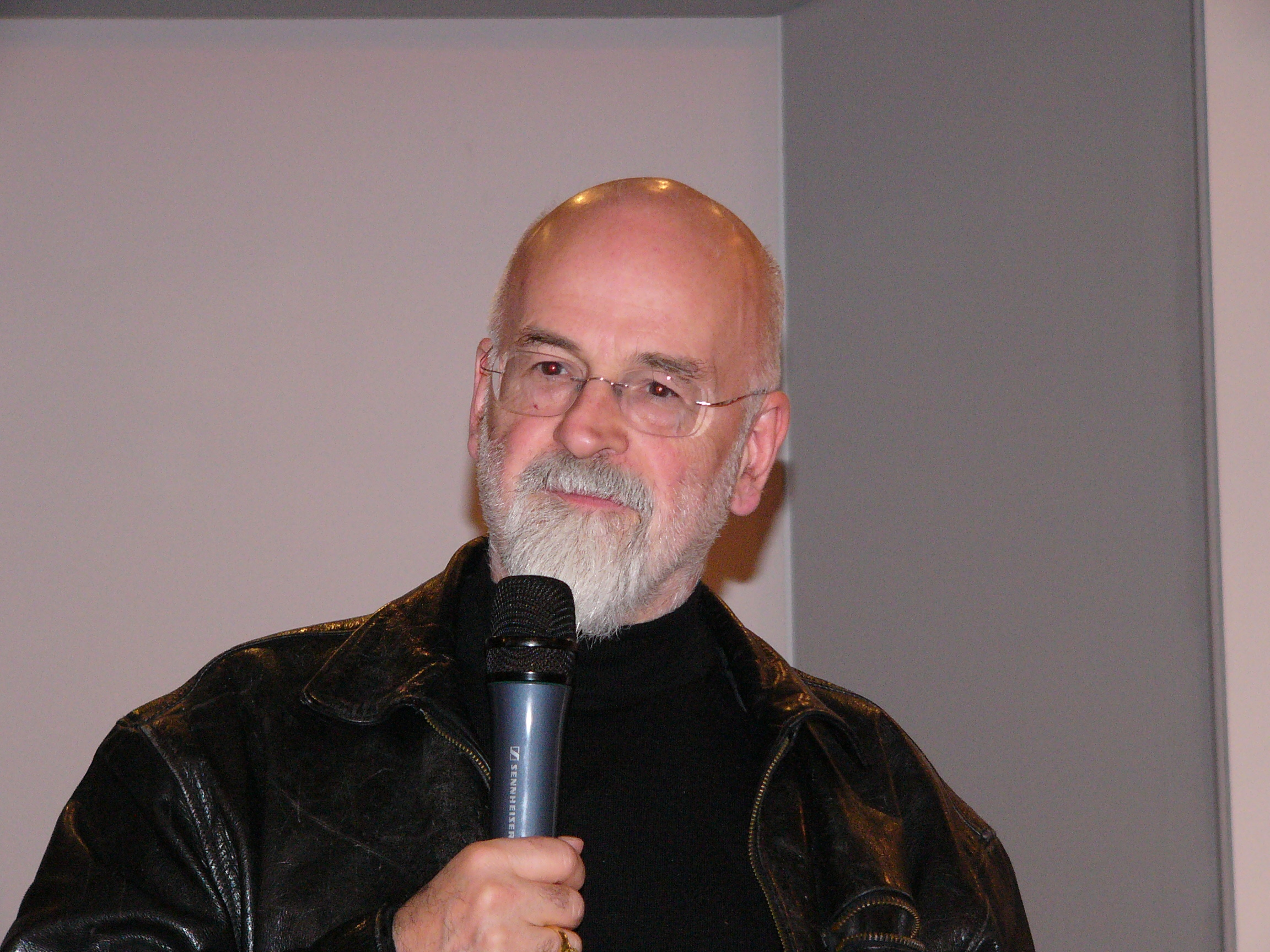
Terry Pratchett à la présentation de la traduction italienne des Zinzins d'Olive-Oued, en 2007 à Milan.

Selon Terry Pratchett, un écrivain doit lire énormément, que ce soit dans son genre littéraire ou en dehors, jusqu'à saturation. Pour lui, l'écriture est un travail difficile, pour lequel on doit « faire de la grammaire, de la ponctuation et de l'orthographe une part de sa vie ». Cependant, il aime écrire et considère la rétribution financière comme « une conséquence inévitable » plutôt que comme la raison de son travail. En 2010, ses ventes totales franchissent la barre des 65 millions d'exemplaires.

### Le genre fantasy
Après quelques histoires de science-fiction ou d'horreur, Terry Pratchett se consacre rapidement à la fantasy, expliquant qu'« il est plus facile de faire plier l'univers autour de l'histoire » dans ce genre littéraire. Dans un discours, il affirme que « la fantasy, ce n'est pas seulement des magiciens et des baguettes magiques. C'est voir le monde depuis de nouveaux points de vue », en référence à la série Harry Potter de J. K. Rowling et à celle du Seigneur des anneaux de J. R. R. Tolkien. Dans le même discours, il reconnaît les bénéfices amenés au genre par ces œuvres.
Il dit avoir une dette envers le genre science-fiction et la fantasy qui l'a vu grandir, mais déteste l'appellation « réalisme magique », qui est selon lui « un moyen poli de dire que vous faites de la fantasy, un terme plus facile à accepter pour certaines personnes [...] qui, finalement, ne s'en préoccupent pas plus que ça ». Il trouve dommage que la fantasy soit déconsidérée en tant que genre littéraire alors qu'il s'agit de la plus ancienne des formes de fiction, et se dit « furieux » lorsque des romans contenant des éléments de science-fiction ou de fantasy ne sont pas inclus dans ces genres.
En juillet 2005, J. K. Rowling donne une interview au Time Magazine dans laquelle elle explique que lorsqu'elle écrivait Harry Potter, elle ne se rendait pas compte qu'elle écrivait de la fantasy, qui d'ailleurs était un genre qu'elle n'appréciait pas plus que ça. Terry Pratchett réagit en ironisant sur le fait que « des sorcières, des trolls, des licornes, […] des grenouilles en chocolat bondissantes, […], tout ça aurait dû lui mettre la puce à l'oreille », ce qui est pris pour une attaque, et même une accusation de plagiat. Il explique qu'il cherchait à dénoncer l'attitude des journalistes, selon lesquels la fantasy, restée au point mort depuis Tolkien, aurait été réinventée par Rowling. Pour lui, cela revient à ignorer de nombreux auteurs de fantasy innovants.

### Style et thèmes récurrents
Le succès de Terry Pratchett repose entre autres sur les parodies et les allusions présentes dans ses œuvres. Il amène le lecteur dans un univers de fantasy tout en faisant référence à d'autres univers, ainsi qu'à certains aspects de la réalité. Si ces allusions ont uniquement pour but, dans ses premiers ouvrages, de faire rire, elles évoluent ensuite pour s'intégrer à un niveau plus profond de l'intrigue, faisant appel de manière plus subtile aux connaissances du lecteur. Ces allusions permettent à l'auteur de présenter deux visions parodiques. D'un côté, il parvient à montrer au lecteur les incohérences des univers de fantasy en faisant ressortir à l'extrême ses conventions irréalistes et le manque de bon sens dans certaines situations. Il reprend des clichés du genre et les présente sous un point de vue logique et presque scientifique, accédant ainsi à l'imaginaire d'un large public. À d'autres moments, ce sont certains éléments de la réalité qui sont imités dans son univers de fantasy : le cinéma dans Les Zinzins d'Olive-Oued, le journalisme dans La Vérité, etc. Le Disque-monde, allusion directe au monde réel, en permet une interprétation critique.
Malgré leur univers de fiction, les romans de Pratchett sont empreints de détails technologiques et de méthodologie scientifique, dans la lignée de l'écrivain Lyon Sprague de Camp. Il développera certaines de ses idées en allant jusqu'à la vulgarisation scientifique dans La Science du Disque-monde,.
Terry Pratchett est aussi connu pour son style d'écriture original qui inclut un certain nombre d'éléments caractéristiques, comme l'utilisation de notes de bas de page qui impliquent souvent une digression comique ou un commentaire sur la narration,.
Il évite d'utiliser des chapitres, ce qu'il explique dans une interview pour Book Sense : « la vie n'est pas découpée en chapitres réguliers, ni les films, et Homère n'écrivait pas en chapitres ». Il ajoute : « Je n'ai pas la moindre idée de leur utilité dans la littérature pour adulte ». Certains de ses ouvrages font néanmoins exception, comme Timbré ou Monnayé, ainsi que quelques-uns de ses livres pour enfants. Il explique que dans les œuvres pour jeunes adultes, son éditeur « hurle » tant qu'il n'y a pas de chapitres, mais le reste du temps, il estime que cela constitue un obstacle inutile sur le chemin de la narration. La ponctuation entre deux de ces « séquences » sert parfois la narration suivant les éditions. Ainsi, dans Procrastination, les pendules ponctuant ces « chapitres » sont positionnées afin de figurer un mouvement de balancier pour « s'immobiliser » durant une partie du roman.
Les noms des personnages, des lieux et les titres des œuvres de Terry Pratchett contiennent souvent des jeux de mots et des références culturelles,. Quelques-uns de ses personnages sont des parodies de personnages connus : par exemple, Cohen le Barbare, aussi appelé Gengis Cohen, est une parodie évidente de Conan le Barbare et de Gengis Khan, tandis que Léonard de Quirm se réfère à Léonard de Vinci.
Une autre de ses marques de fabrique est le non-respect des conventions typographiques lors des dialogues de certains personnages. La Mort, par exemple, n'utilise pas les guillemets et ses paroles sont écrites entièrement en capitales, ce qui met en relief le fait qu'il parle par télépathie. Les contrôleurs de la réalité n'utilisent pas non plus de guillemets, et les épiciers d'Ankh-Morpork n'utilisent pas la ponctuation correctement ; de même, les golems mettent une capitale à chaque mot.

### Évolution
Dans les premiers romans du Disque-monde, l'histoire s'articule autour des situations humoristiques, échafaudées à l'avance ; les personnages ne font que subir et réagir à ces évènements. Au fur et à mesure de la série, l'univers gagne en profondeur et les scénarios s'étoffent : d'une simple parodie de l'univers fantasy, Pratchett glisse vers la critique de nombreux concepts bien réels. Les personnages mènent l'histoire, et ce sont leur pérégrinations et leur caractère qui amènent les situations humoristiques. L'auteur le reconnait lui-même : « Je pense qu'il y a toujours de l'humour, mais que les gags ne sont plus échafaudés à l'avance ; ils dérivent du caractère des personnages et des situations dans lesquelles ils se trouvent. L'humour arrive désormais de lui-même. »
L'univers gagne en profondeur, mais devient aussi plus sombre. Le personnage de Samuel Vimaire, commissaire désabusé de la ville d'Ankh-Morpork, a progressivement rendu l'univers plus noir et complexe : les comportements sont plus cruels dans ce que les uns peuvent faire aux autres, mais plus nobles dans ce que les uns peuvent faire pour les autres,. L'auteur reconnait que son écriture s'assombrit, mais que c'est parce qu'elle gagne en réalisme : l'humour reste certes un élément principal, mais n'est plus l'unique moteur. Cela se ressent sur les couvertures des livres, devenues moins cartoonesques.

### Influences
Terry Pratchett pioche sans s'en cacher dans la littérature classique, la culture populaire et l'histoire ancienne, mais toujours en ajoutant une altération inattendue ; les personnages qui en ressortent sont une des principales sources de l'humour qu'on trouve dans son œuvre. Sa passion pour les romans policiers se ressent dans les apparitions fréquentes du guet municipal d'Ankh-Morpork dans les Annales du Disque-monde. La plupart de ses personnages sont des enfants uniques, tout comme lui ; il explique que « dans la fiction, les enfants uniques sont toujours plus intéressants ».
Ses premières inspirations sont Le Vent dans les saules de Kenneth Grahame et les œuvres d'Isaac Asimov et d'Arthur C. Clarke. Il découvre par la suite P. G. Wodehouse, Tom Sharpe, Jerome K. Jerome, Roy Lewis, G. K. Chesterton et Mark Twain.

### Critiques
Les critiques sont très favorables quant à l'ensemble de la carrière de Terry Pratchett. Selon Peter Ingham du Times, « lire un nouveau roman du Disque-monde, c'est comme essayer de manger un donut en une bouchée, mais la force de Pratchett, c'est d'écrire des livres qu'on peut facilement relire plusieurs fois ». Pour Mat Coward du Morning Star, « ses livres sont bien écrits, amènent de la joie au lecteur, et parviennent tout de même à être étudiés par des diplômés de hautes études […] à qui on a appris qu'apprécier un livre était un péché ». Le journal Today écrit que « c'est un homme plein de talent, de finesse et d'intérêt ». Alex Hamilton du Booksellers, lui, compare Pratchett à Roald Dahl. Sa série du Disque-monde, malgré sa longueur, est qualifiée de très inventive,.
Il est fréquemment considéré comme le meilleur écrivain humoristique actuel,,,.

## Ouvrages

### Les Annales du Disque-monde

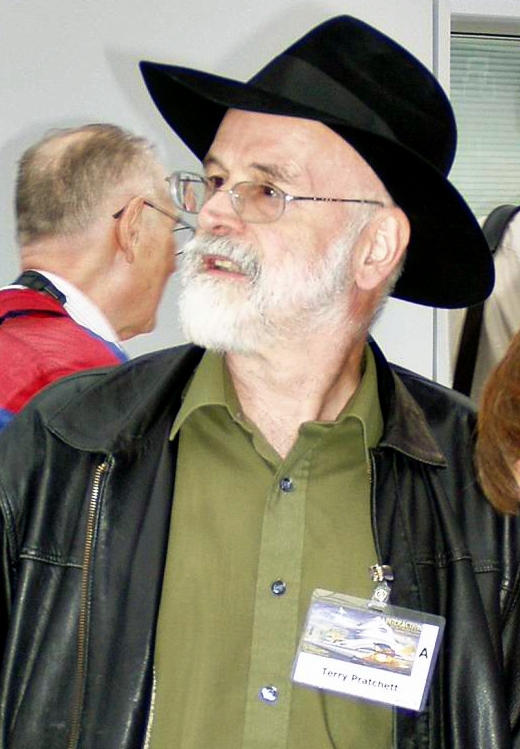
Terry Pratchett à la mondiale de science-fiction, à Glasgow, en août 2005.

Les Annales du Disque-monde, série la plus connue de Pratchett, présentent un univers de fantasy humoristique et parodique dans lequel l'action se déroule sur un monde en forme de disque (le Disque-monde), supporté par quatre éléphants reposant eux-mêmes sur le dos de la tortue géante A'Tuin qui voyage sans fin à travers le cosmos. Les romans suivent différents personnages, et les Annales peuvent être subdivisées en « sous-séries ». Entamée en 1983, la série compte fin 2011 près d'une quarantaine de volumes. Pratchett a également écrit plusieurs nouvelles prenant place sur le Disque-monde.
Les Annales du Disque-monde parodient de nombreux domaines : la science-fiction, la fantasy (notamment celle de Tolkien), la littérature (les pièces de Shakespeare ou les romans policiers par exemple), les films d’Ingmar Bergman, des pays existants (l’Australie, la Chine, l’Égypte antique, les Caraïbes), des inventions du XXe siècle (le rock 'n' roll, le cinéma), la religion, la philosophie, la monarchie, et bien d’autres choses encore. Mais plus qu’une parodie, le Disque-monde est « monde et miroir des mondes », comme le dit Terry Pratchett lui-même.
Les romans des Annales du Disque-monde sont traduits en français par Patrick Couton, qui a reçu en 1998 le prix de traduction du grand prix de l'Imaginaire pour son travail.

### Livres liés auDisque-monde
En plus des romans, Terry Pratchett a écrit ou collaboré à un certain nombre de livres liés au Disque-monde. Le Vade-Mecum (1994), coécrit avec Stephen Briggs, est un guide encyclopédique de l'univers de la série. La troisième édition, rebaptisée Le Nouveau Vade-Mecum, paraît en 2003. La collaboration entre Pratchett et Briggs continue en 1995 avec La Carte du Disque-monde qui comprend une grande carte du Disque-monde, ainsi qu'un livret contenant les biographies des principaux explorateurs du monde. Plus tard, trois nouvelles cartes sont publiées, représentant Ankh-Morpork, Lancre et le domaine de la Mort. Avec Tina Hannan, Terry Pratchett écrit en 1999 Les Recettes de Nounou Ogg (Nanny Ogg's Cookbook), un livre de cuisine humoristique.
En 1999, il s'entoure du mathématicien Ian Stewart et du biologiste Jack Cohen pour écrire le premier livre de la série La Science du Disque-monde, dont les trois autres volets sortent en 2002, 2005 et 2013. Dans ces livres, la fiction côtoie la réalité : les personnages du Disque-monde y étudient le « Globe-monde », une métaphore de la Terre, et tentent d'analyser leurs découvertes. En 2004, Pratchett est récompensé pour ces ouvrages de vulgarisation scientifique par un diplôme honorifique de l'université de Warwick, dont sont issus les deux scientifiques coauteurs.

### Livres pour enfants

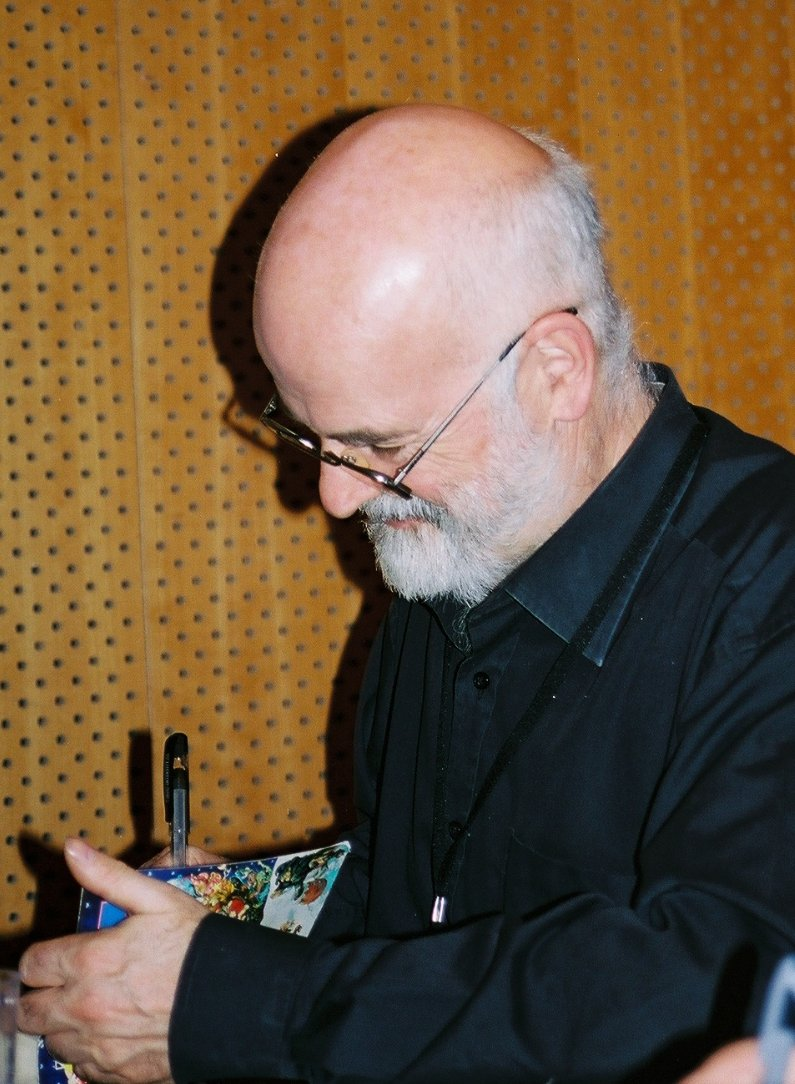
Terry Pratchett aux Utopiales de Nantes, en 2003.

Le premier livre pour enfants de Terry Pratchett est aussi son premier roman publié : Le Peuple du Tapis (The Carpet People). Il crée ensuite la trilogie Le Grand Livre des gnomes (The Nome Trilogy). Les trois volumes, Les Camionneurs (1988), Les Terrassiers (1990) et Les Aéronautes (1990), ont pour thème de petites créatures ressemblant à des gnomes. Pratchett se lance ensuite dans l'écriture d'une nouvelle trilogie, les Aventures de Johnny Maxwell, qui suit les péripéties d'un garçon et de ses amis. Les trois opus : Le Sauveur de l'humanité, Johnny et les Morts et Johnny et la Bombe sont respectivement sortis en 1992, 1993 et 1996.
En 2012, Terry Pratchett revient au livre pour enfant avec Roublard (Dodger), un roman dont l'action se situe dans les bas-quartiers les plus pauvres de Londres dans les années 1850, et dans lequel le personnage principal éponyme croise la route de personnages réels tels que Charles Dickens ou Robert Peel.
En septembre 2014, un recueil de nouvelles pour enfants de Terry Pratchett est publié sous le titre Les Dragons de Château-Croulant (Dragons at Crumbling Castle and Other Stories), illustré par Mark Beech. Un autre recueil a suivi, L'Aspirateur de la sorcière (The Witch's Vacuum Cleaner), illustré également par Mark Beech, en 2016. Un troisième recueil, La Fausse Barbe du père Noël (Father Christmas's Fake Beard), est sorti en 2017.

### Autres œuvres
Après Le Peuple du Tapis, Terry Pratchett écrit deux livres de science-fiction : La Face obscure du Soleil et Strate-à-gemmes, avant d'entamer la série du Disque-monde. Il sort à plusieurs reprises de cet univers et publie en 1989 Sacrés Chats, un livre humoristique sur les chats illustré par Gray Jolliffe.
Il entre ensuite en collaboration avec l'écrivain Neil Gaiman, qu'il avait rencontré en 1985 : Gaiman, alors journaliste, effectuait une des premières interviews de Pratchett. Les deux hommes se lient d'amitié et décident d'écrire un roman, qu'ils pensent au premier abord comme une parodie de la série de romans William de Richmal Crompton. Le scénario évolue, et se transforme en une parodie de l'Apocalypse ; le roman est publié sous le nom De bons présages (Good Omens) en 1990. Les années suivantes, il préface plusieurs ouvrages.
L'auteur se focalise ensuite sur le Disque-monde, avant de ressortir de cet univers en 2008 avec Nation, une uchronie qui se déroule dans le milieu du XIXe siècle. Il collabore ensuite avec l'écrivain britannique Stephen Baxter sur une série basée sur des mondes parallèles à celui de notre Terre : en 2012 sort le premier opus, titré La Longue Terre, suivi en 2013 par La Longue Guerre puis en 2014 par La Longue Mars, en 2015 par La Longue Utopie et enfin en 2016 par Le Long Cosmos.
En 2012 paraît le premier volume de l'intégrale des nouvelles de Terry Pratchett, intitulé Fond d’écran (A Blink of the Screen). En 2014 est publié un recueil similaire d'essais, titré  Lapsus clavis (A Slip of the Keyboard).

## Récompenses et distinctions
Les romans du Disque-monde ont remporté plusieurs prix : le British Science Fiction Award en 1989 pour Pyramides, la Carnegie Medal dans la catégorie enfants en 2001 pour Le Fabuleux Maurice et ses rongeurs savants. En 2003, Ronde de nuit remporte le prix Prometheus du roman libertarien. Trois de ses romans, qui mettent en scène Tiphaine Patraque, obtiennent le prix Locus du meilleur roman pour jeunes adultes en 2004, 2005 et 2007. En 2010, Je m'habillerai de nuit remporte un prix Andre-Norton.
L'auteur s'est vu attribuer au total huit diplômes honorifiques : par l'université de Warwick en 1999, celle de Portsmouth en 2001, celle de Bath en 2003, celle de Bristol en 2004, celles du Buckinghamshire et du Trinity College en 2008, celles de Bradford et de Winchester en 2009.
En 2003, la BBC établit la liste des 200 romans les plus appréciés au Royaume-Uni, la liste « Big Read ». Terry Pratchett fait partie des deux seuls auteurs, avec Charles Dickens, à voir cinq de ses romans dans le top 100, et est l'écrivain avec le plus de romans dans le classement total des 200 ouvrages, avec quinze apparitions, dont quatorze font partie de la série Disque-monde.
Terry Pratchett décroche en 1994 le prix de l'« auteur de fantasy et science-fiction de l'année » aux British Book Awards. En 1998, il est nommé officier de l'Ordre de l'Empire britannique (OBE) pour « services à la littérature », puis pour la même raison, il est anobli en 2008,. Il commente plus tard : « Je suppose que ces « services à la littérature », ça a été en fait de me retenir d'en écrire », suggérant que le titre était une reconnaissance de son succès plutôt qu'une réelle approbation du genre fantasy. Il ajoute : « Cependant, je ne peux pas m'empêcher de me sentir vigoureusement réjoui, ».
En 2009, la « New England Science Fiction Association » lui remet le prix Edward E. Smith pour sa contribution à la science-fiction. En 2010, il reçoit un prix World Fantasy pour l'ensemble de sa carrière, puis, en 2011, le prix Margaret A. Edwards, par l'American Library Association, pour sa contribution significative et durable à la littérature pour jeunes adultes. Enfin, la Science Fiction and Fantasy Writers of America lui décerne à titre posthume le prix Solstice 2015 pour son impact significatif dans le domaine des littératures de l'imaginaire.
L'astéroïde (127005) Pratchett porte son nom.

## Adaptations
Plusieurs romans du Disque-monde ont été adaptés en téléfilms, notamment par Sky1, une chaîne britannique. Terry Pratchett suit de près la réalisation de ces adaptations : très présent dans les coulisses, il joue le rôle d'« expert Disque-monde », en plus d'apparaître en caméo. Il affirme : « Travailler pour la télévision est très différent d'Hollywood. Il y a beaucoup moins d'argent et beaucoup moins de pression, et je pense que, finalement, cela amène plus d'ingéniosité. » Les altérations apportées par la réécriture au format télévisé, bien que peu nombreuses sur les adaptations de Sky1, ont agacé l'auteur. Il confie : « De grands pouvoirs impliquent une grande frustration. Parfois, sur le tournage, je m'énervais et disais : « Ce n'est pas ça ! » Mais il faut bien reconnaître qu'une adaptation nécessite un changement de forme. »
Trois jeux vidéo inspirés directement de l'univers de Terry Pratchett ont été développés et distribués : Discworld en 1995, Discworld 2 en 1996, et Discworld Noir en 1999. L'auteur s'est énormément impliqué sur le premier opus, où il avoue que son rôle consistait à « crier sur les gens ». Les deux volets suivants ont nécessité moins d'investissement de sa part, tant les développeurs se sont imprégnés de l'univers de l'auteur.
Un jeu de plateau, Disque-Monde Ankh-Morpork, a été créé par Martin Wallace et édité par Iello, Treefrog Games en 2011. D'autres jeux de plateau ont été créés mais seulement édités en anglais, comme Watch Out, Thud, Clacks et Guards! Guards!.
Son livre De bons présages (co-écrit avec Neil Gaiman) a été adapté en mini-série sur Prime Vidéo en 2019. La série s'intitule Good Omens, le titre anglais du livre.